# Rocco Caliandro
Rocco Caliadro (Ceglie Messapica, 22 gennaio 1872 – Termoli, 14 marzo 1924) è stato un vescovo cattolico italiano.

## Biografia
Nato a  Ceglie Messapico nel 1872, fu ordinato sacerdote nell'agosto del 1897. Fu canonico e teologo della Basilica cattedrale di Oria, vicario generale della Diocesi di Oria. Ha studiato teologia a Roma presso la Pontificia Università Gregoriana.
Il 28 marzo 1912 venne nominato da papa Pio X vescovo di Termoli e fu consacrato il 21 aprile dello stesso anno nella Chiesa di San Gioacchino in Prati dal cardinale Diomede Falconio, Cardinale presbitero di Santa Maria in Ara Coeli, insieme a Mons. Carlo Pierpaoli Vescovo di Trivento e Mons. Antonio di Tommaso Vescovo di Oria
Mantenne l'incarico fino alla morte, avvenuta a Termoli nel 1924.

## Genealogia episcopale
La genealogia episcopale è:
- Cardinale Scipione Rebiba
- Cardinale Giulio Antonio Santori
- Cardinale Girolamo Bernerio, O.P.
- Arcivescovo Galeazzo Sanvitale
- Cardinale Ludovico Ludovisi
- Cardinale Luigi Caetani
- Cardinale Ulderico Carpegna
- Cardinale Paluzzo Paluzzi Altieri degli Albertoni
- Papa Benedetto XIII
- Papa Benedetto XIV
- Cardinale Enrico Enriquez
- Arcivescovo Manuel Quintano Bonifaz
- Cardinale Buenaventura Córdoba Espinosa de la Cerda
- Cardinale Giuseppe Maria Doria Pamphilj
- Papa Pio VIII
- Papa Pio IX
- Cardinale Raffaele Monaco La Valletta
- Cardinale Diomede Angelo Raffaele Gennaro Falconio, O.F.M.Ref.
- Vescovo Rocco Caliandro